# 2017 MB7
2017 MB7是一颗位于外太阳系的半人马小行星，并且可能属于达摩克型小行星，其直径大约有8千米。2017 MB7是由泛星计划于2017年6月22日在位于美国夏威夷的哈萊阿卡拉天文台首次发现。2017 MB7的轨道有着目前已知小行星最远的远日点, 其远日点有7,000-9,000天文单位，超过有着大约4000天文单位远日点的2014 FE72。

## 轨道
2017 MB7是目前为止有着最远轨道和最椭圆轨道的小行星，它的离心率达到异常的0.9989，其轨道最近处位于接近木星内侧，最远处则超过7,000天文单位。尽管2017 MB7延伸至靠近内侧奥尔特云的位置，但它也可能并不是奥尔特云的成员，由于2017 MB7过于接近土星，这意味着2017 MB7可能是被土星弹入这个轨道的半人马小行星，也可能是被捕捉的奥尔特云小天体。 然而，根据2017 MB7现有轨道已经不可能判断到底是属于哪种假设。
同很多远距小行星一样，2017 MB7的质心轨道也和日心轨道不同。日心轨道主要只取决于当前位置上的重心，而质心轨道则与长期运动有关。尽管2017 MB7的远日点距离达到7,000-9,000天文单位，但据计算其质心远日点目前只有1700天文单位。在2017 MB7于2016年接近太阳之前（上次接近约在公元前30500年），在公元前14300年左右，它的质心从与太阳的距离仅有2000天文单位。

## 物理特性
根据目前观测到的数据可推断，2017 MB7是个典型的达摩克型小行星，其可能拥有非常暗的反照率，并反射大量的光，这表明2017 MB7的实际大小可能为5-13千米。同其他远距小行星一样, 由于托林覆盖在其表面，2017 MB7的表面可能是红色的。2017 MB7的其他物理特性目前仍无法了解。